# 하타케야마 에미
하타케야마 에미(畠山衣美, はたけやま えみ)는 일본의 언론인이며 NHK 방송센터 소속 아나운서이다.

## 프로필
하타케야마 에미(畠山衣美) 아나운서는 정확한 생년월일은 없지만 일본 구마모토현 출신으로 도쿄도 고다이라시에 있는 쓰다주쿠 대학 학예학부 영문학과 졸업한 후 2015년에 NHK에 영업 담당(방송 관리·영업 기획직)으로서 입사했다.그러다가 아나운서로 전향해 NHK 니가타 방송국 - NHK 구마모토 방송국 - NHK 오사카 방송국을 거쳐 2023년 4월 개편에 따라 도쿄도에 NHK 방송 센터 아나운서실 옮겼다.

## 특징
- 하타케야마(畠山) 아나운서는 대학 재학 중에는 쓰다주쿠 대학 방송연구회 회장을 지냈다.
- 첫 부임지는 NHK 니가타 방송국으로, 당시에는 영업 담당(방송 관리·영업 기획직)으로 우치다 성이었다
- 영업 담당이 되고 약 3년 후인 2018년 7월 NHK 구마모토 방송국으로 이동한 뒤 아나운서로 시작했다.
- 영업 담당에서 아나운서가 된 경위는 공개되지 않았다.
- 좋아하는 음식은 소바(메밀국수), 닭꼬치, 수박이다.
- 신장은 169cm로 여성 아나운서 치고는 큰편이다.

## 프로그램 경력

### NHK 구마모토 방송국 시절(2018년 - 2019년)
- 구마모토현 뉴스·중계·리포트
- 쿠마로쿠! (대행 진행, 2019년 8월 26일 - 30일)
- 뉴스 워치 9 (호시 마코토 아나운서의 대체 리포터, 2020년 1월 20일 - 31일)

### NHK 오사카 방송국 시절(2020년 ~ 2023년 3월)
- 오늘의 요리 오사카 진행(2020년 4월 15일 ~ 2023년 3월 31일)
- 간사이 지방 뉴스 캐스터
- 뉴스 HOT 간사이 (가와사키 리카 아나운서 대체 진행,2020년 5월 19일- 20일、9월 14일 - 18일)
- 뉴스 워치 9 (호시 마코토 아나운서 여름휴가로 대체 리포터, 2020년 9월 22일 - 10월 2일)
- NHK 뉴스 오하요 일본 (모리시타 에리카의 대리 캐스터), 2022년 9월 10일 - 11일)
- 오늘의 요리 - 오사카부 지역 진행 (2020년 4월 15일 - 2023년 3월 10일）

### NHK 방송 센터 시절(2023년 - 현재)
- 뉴스 워치 9 리포터(2023년 4월 3일 - 현재)

## 공식 사이트
- NHK 아나운서 하타케야마 에미 소개
- NHK 오사카 방송국 아나운서 하타케야마 에미 소개 보관됨 2021-04-16 - 웨이백 머신